# HESA Azarakhsh
Azarakhsh (tiếng Ba Tư: آذرخش, tia chớp) là loại máy bay tiêm kích phản lực chiến đấu đầu tiên do Iran tự sản xuất.

### Máy bay có cùng sự phát triển
- Northrop F-5
- HESA Saeqeh

### Máy bay có tính năng tương đương
- Nanchang Q-5
- J-7